# Bewering van dissipatie
De bewering van dissipatie is een postulaat opgesteld door Kelvin. De theorie zegt dat het onmogelijk is om een stelsel een kringproces te doen beschrijven waarbij met behulp van slechts één warmtebron warmte in arbeid omgezet kan worden.
Dit gaat echter wel indien er een tweede warmtebron is. Een goed voorbeeld van toepassingen van dit beginsel van Kelvin is een stirlingmotor.